# Acroceras tonkinense
Acroceras tonkinense är en gräsart som först beskrevs av Benedict Balansa, och fick sitt nu gällande namn av Charles Edward Hubbard och Norman Loftus Bor. Acroceras tonkinense ingår i släktet Acroceras och familjen gräs. Inga underarter finns listade i Catalogue of Life.